# Here’s Looking at You, Warner Bros.
Here’s Looking at You, Warner Bros. es una película del género documental de 1991, dirigida por Robert Guenette, que a su vez la escribió, en la fotografía estuvo Philip Hurn y los protagonistas son Clint Eastwood, George Lucas y Goldie Hawn, entre otros. El filme fue realizado por Robert Guenette Productions, TNT y Warner Bros. Television, se estrenó el 14 de septiembre de 1991.

## Sinopsis
El documental muestra detalladamente la historia de los estudios Warner Brothers, desde sus comienzos hasta el presente. Da a conocer a los actores y actrices que colaboraron a armar el estudio. Se pueden observar clips peculiares de entrevistas con John Wayne, Robert Redford, Bette Davis y Natalie Wood, por nombrar algunos.